# Льюїс (округ, Теннессі)
Шаблон:StateAbbr_ 35°31′ пн. ш. 87°29′ зх. д. / 35.52° пн. ш. 87.49° зх. д.
О́круг Лью́їс (англ. Lewis County) — округ (графство) у штаті Теннессі, США. Ідентифікатор округу 47101.

## Історія
Округ утворений 1843 року.

## Демографія
За даними перепису 2000 року загальне населення округу становило 11367 осіб, зокрема міського населення було 3502, а сільського — 7865. Серед мешканців округу чоловіків було 5594, а жінок — 5773. В окрузі було 4381 домогосподарство, 3216 родин, які мешкали в 4821 будинках. Середній розмір родини становив 2,98.
Віковий розподіл населення поданий у таблиці:
| Стать    | До 15 років | 15-21 | 22-29 | 30-39 | 40-49 | 50-65 | 65-85 | Понад 85 |
| -------- | ----------- | ----- | ----- | ----- | ----- | ----- | ----- | -------- |
| Чоловіки | 1245        | 602   | 524   | 772   | 825   | 994   | 565   | 67       |
| Жінки    | 1126        | 540   | 527   | 813   | 835   | 1019  | 777   | 136      |

## Суміжні округи
- Гікман — північ
- Морі — схід
- Лоуренс — південь
- Вейн — південний захід
- Перрі — захід

## Виноски
1. ↑  U.S. Decennial Census. United States Census Bureau. Архів оригіналу за 19 липня 2018. Процитовано 7 квітня 2015.
2. ↑  Historical Census Browser. University of Virginia Library. Архів оригіналу за 11 серпня 2012. Процитовано 7 квітня 2015.
3. ↑  Forstall, Richard L., ред. (27 березня 1995). Population of Counties by Decennial Census: 1900 to 1990. United States Census Bureau. Архів оригіналу за 21 лютого 2015. Процитовано 7 квітня 2015.
4. ↑  Census 2000 PHC-T-4. Ranking Tables for Counties: 1990 and 2000 (PDF). United States Census Bureau. 2 квітня 2001. Архів оригіналу (PDF) за 18 грудня 2014. Процитовано 7 квітня 2015.
5. ↑  State & County QuickFacts. United States Census Bureau. Архів оригіналу за 7 червня 2011. Процитовано 3 грудня 2013.(англ.) Наведено за англійською вікіпедією.
6. ↑  American FactFinder. Бюро перепису населення США. Архів оригіналу за 26 лютого 2012. Процитовано 31 січня 2008.

| США | Це незавершена стаття з географії США. Ви можете допомогти проєкту, виправивши або дописавши її. |